# Улица Элвирас
Улица Элвирас (латыш. Elvīras iela) — улица в Курземском районе города Риги, в историческом районе Засулаукс. Пролегает в юго-западном и западном направлении, от улицы Вилипа до улицы Тапешу у железнодорожной линии Засулаукс — Болдерая. В средней части пересекается с улицей Кудрас; с другими улицами не пересекается.
Общая длина улицы Элвирас составляет 626 метров. На всём протяжении улица асфальтирована, разрешено движение в обоих направлениях. Средняя ширина проезжей части — 6,3 метра. Общественный транспорт по улице не курсирует.

## История
Улица Элвирас получила своё название (нем. Elvirenstrasse, рус. Эльвиренская улица или Эльвировская улица, латыш. первонач. Elvīres iela) в 1911 году. В городских адресных книгах впервые упоминается в 1913 году. Переименований улицы не было.
К началу Второй мировой войны к улице Элвирас относилось 19 земельных участков. В 1930-е годы на улице действовала фабрика по производству кукурузного печенья «The Cracker Jack Comp. of Latvia» (дом № 6), 2 столярные мастерские, продовольственный магазин (дом № 1). По чётной стороне в дальней части улицы в 1930-е годы располагалось садовое общество «Elvīras kolonija».

## Застройка
В начале улицы Элвирас сохраняется малоэтажная застройка середины XX века; после перекрёстка с улицей Кудрас по чётной стороне расположен микрорайон кооперативных домов «Элвирас» (1966—1968 гг., серия 318А (1-318), подрядчик строительства — участок № 3 СУ-58 треста «Ригажилстрой»).
- Дом № 4 — бывший доходный дом (1913) — единственное здание, сохранившееся от первоначальной застройки улицы.
- Дом № 8 — многоквартирный серийный дом (1967), здесь жил драматург Гунарс Приеде[2].
- Дом № 14/16 — бывшее здание комбината бытового обслуживания (1968, включал ателье по пошиву одежды, мастерскую по ремонту обуви, парикмахерскую).
- Дом № 19 — комплекс учебных и производственных зданий, построенных в 1961—1962 годах для Рижского учебно-производственного комбината Общества глухих Латвийской ССР[5].

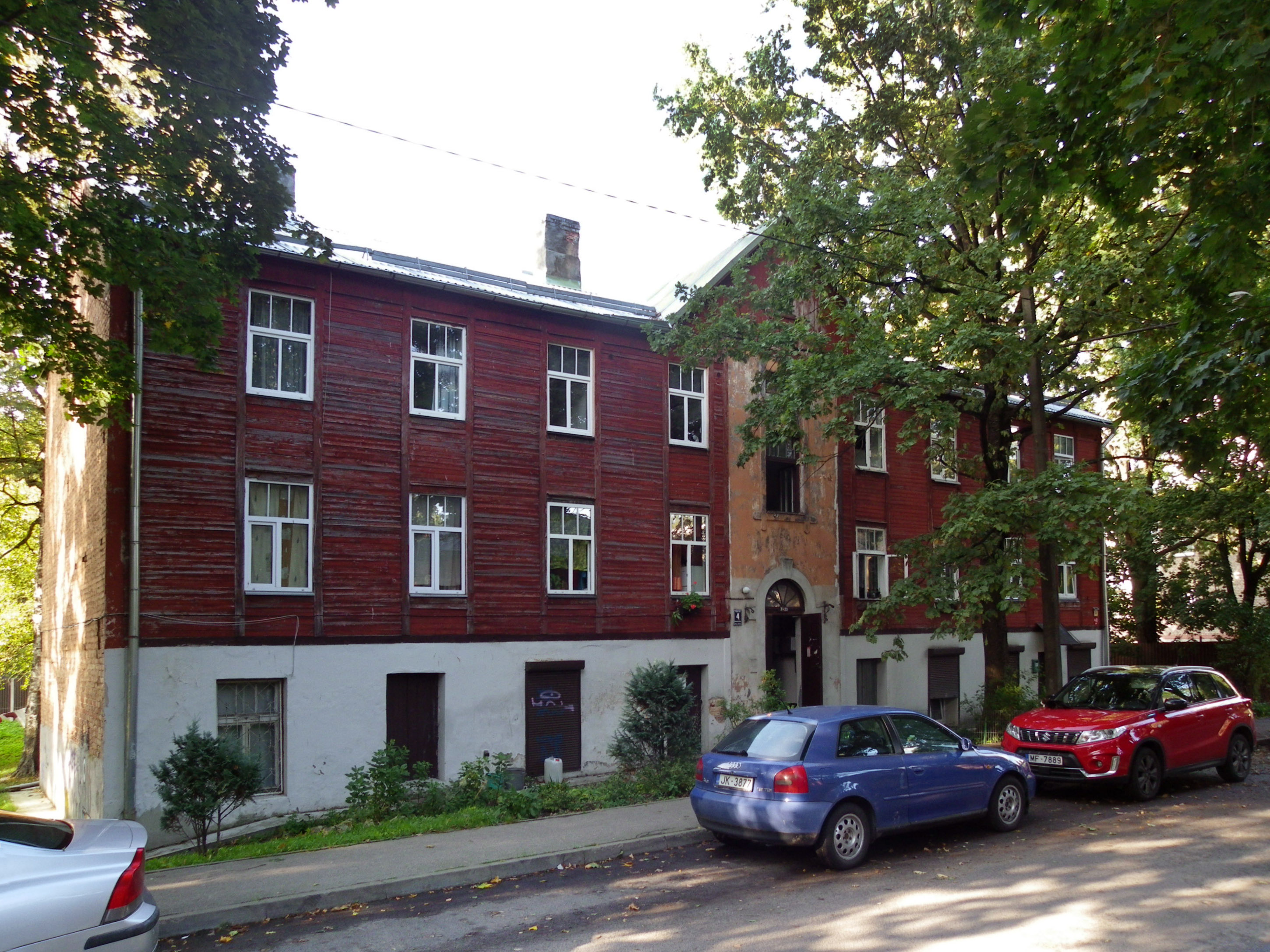
Дом № 4
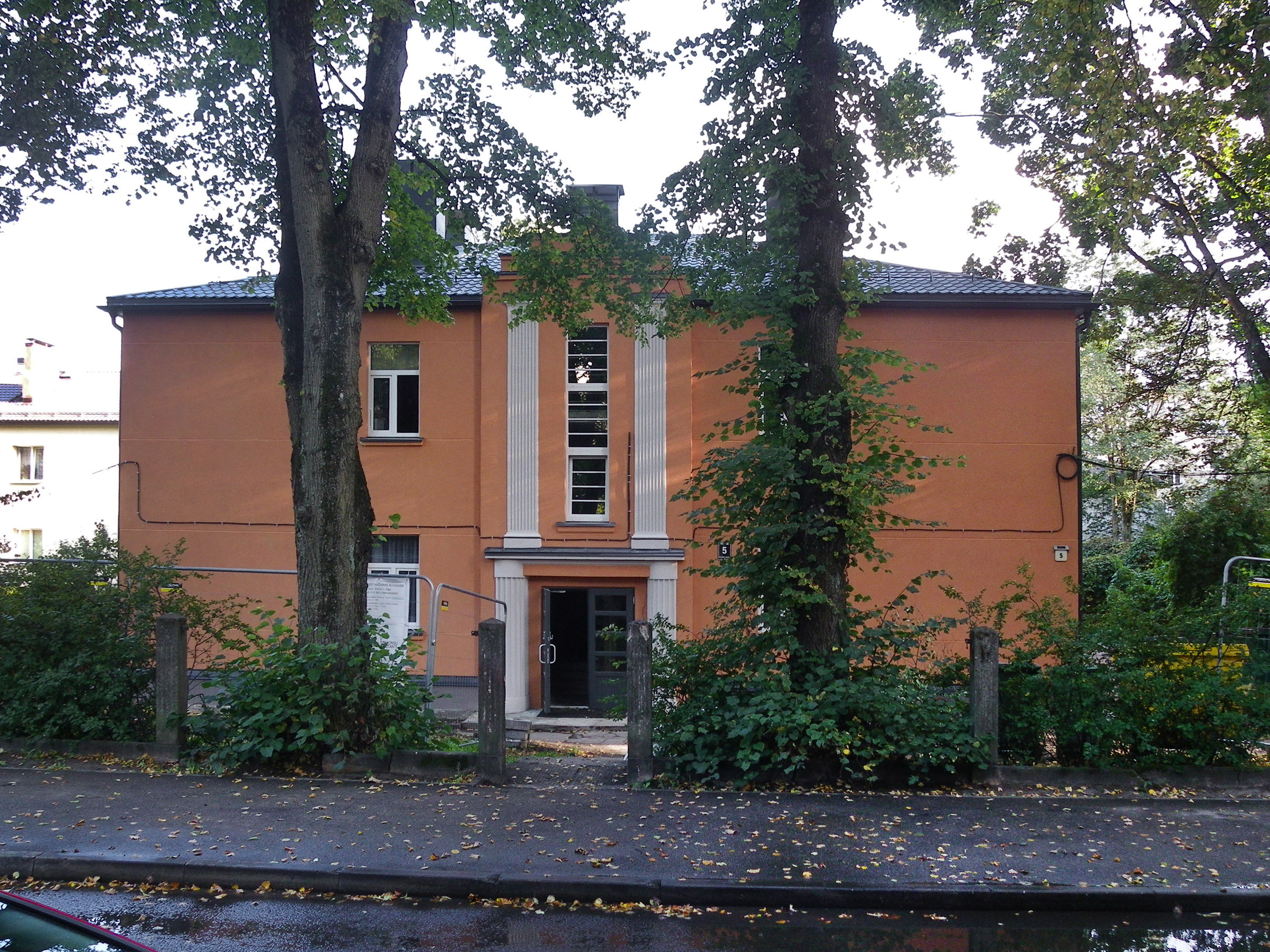
Дом № 5
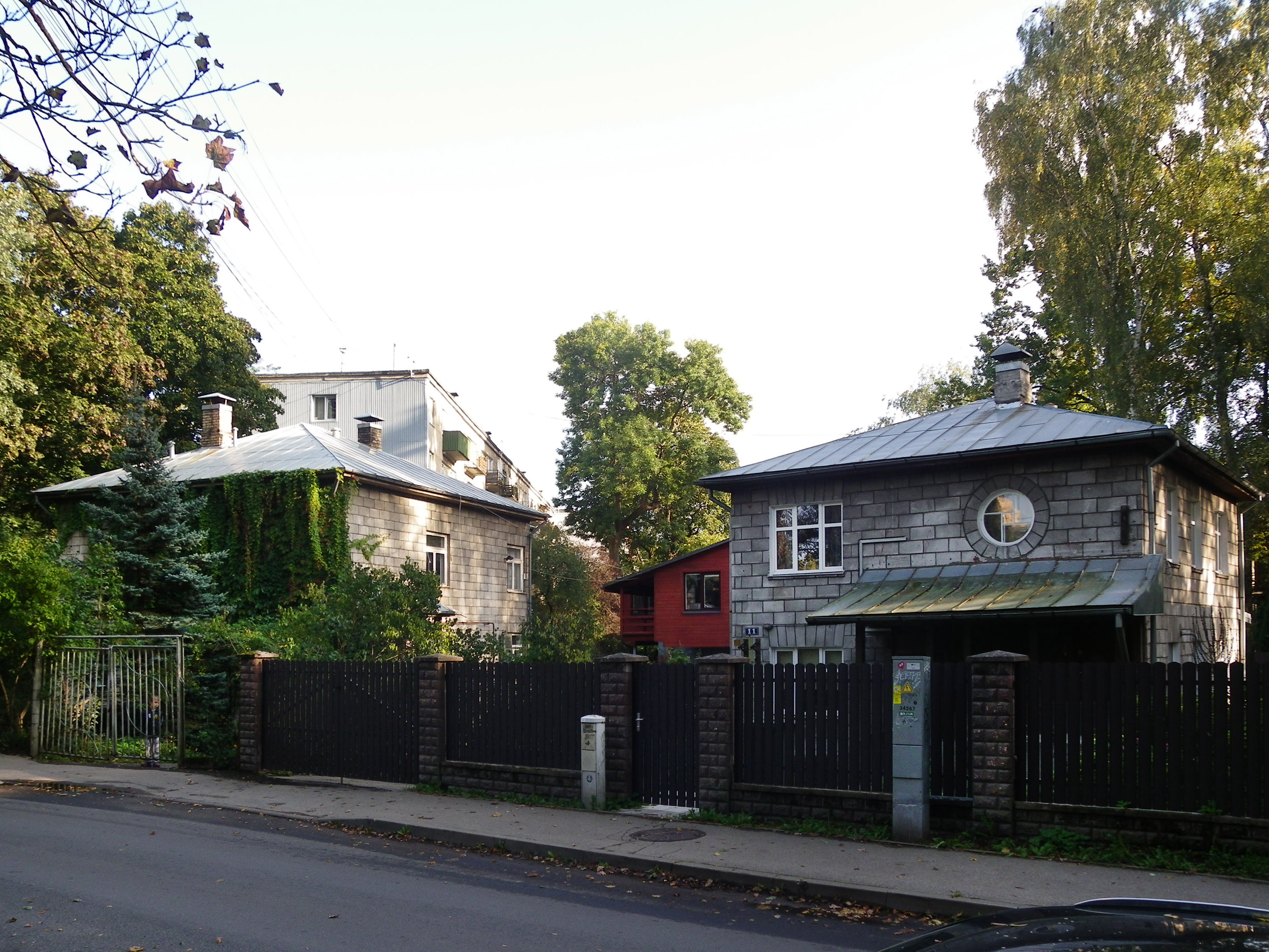
Дома № 9 и 11
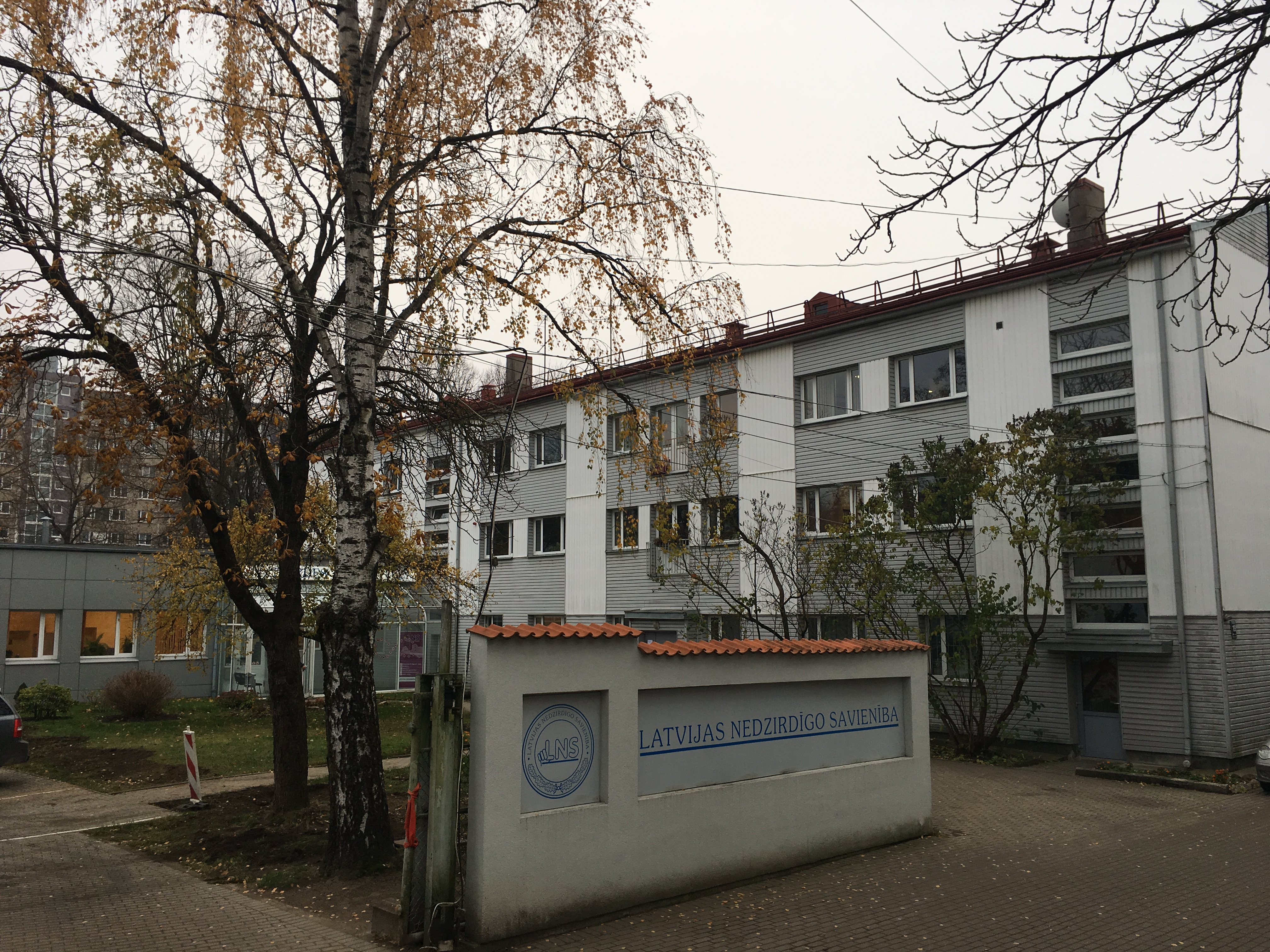
Общество глухих